# Mistrzostwa NCAA w Lekkoatletyce 2016
Mistrzostwa I Dywizji NCAA w Lekkoatletyce 2016 – zawody lekkoatletyczne, które odbywały się między 8 a 11 czerwca 2016 na stadionie Hayward Field w Eugene.

## Rezultaty
| NR - rekord kraju \| WL - najlepszy tegoroczny wynik na listach światowych |

### Mężczyźni
| Konkurencja:                       | 1. miejsce                                                                                    | Rezultat    | 2. miejsce                                                                       | Rezultat     | 3. miejsce                                                                       | Rezultat   |
| Bieg na 100 metrów                 | Jarrion Lawson                                                                                | 10,22       | Christian Coleman                                                                | 10,23        | Senoj Givans                                                                     | 10,25      |
| Bieg na 200 metrów                 | Jarrion Lawson                                                                                | 20,19       | Christian Coleman                                                                | 20,26 PB     | Brendon Rodney                                                                   | 20,39      |
| Bieg na 400 metrów                 | Arman Hall                                                                                    | 44,82 =PB   | Fitzroy Dunkley                                                                  | 45,06 PB     | Michael Cherry                                                                   | 45,11 PB   |
| Bieg na 800 metrów                 | Donavan Brazier                                                                               | 1:43,55 AJR | Brandon McBride                                                                  | 1:44,50 PB   | Shaquille Walker                                                                 | 1:45,17    |
| Bieg na 1500 metrów                | Clayton Murphy                                                                                | 3:36,38 PB  | Izaic Yorks                                                                      | 3:38,06      | Henry Wynne                                                                      | 3:38,35    |
| Bieg na 5000 metrów                | Edward Cheserek                                                                               | 13:25,59    | Sean McGorty                                                                     | 13:26,10     | Patrick Tiernan                                                                  | 13:27,07   |
| Bieg na 10 000 metrów              | Edward Cheserek                                                                               | 29:09,57    | Futsum Zienasellassie                                                            | 29:10,68     | Gabe Gonzalez                                                                    | 29:11,09   |
| Bieg na 110 metrów przez płotki    | Devon Allen                                                                                   | 13,50       | Nick Anderson                                                                    | 13,67        | Adarius Washington                                                               | 13,68      |
| Bieg na 400 metrów przez płotki    | Eric Futch                                                                                    | 48,91 PB    | T.J. Holmes                                                                      | 49,31 PB     | Kenny Selmon                                                                     | 49,56      |
| Bieg na 3000 metrów z przeszkodami | Mason Ferlic                                                                                  | 8:27,16 PB  | Frankline Tonui                                                                  | 8:30,67 PB   | Edwin Kibichiy                                                                   | 8:30,71 PB |
| Sztafeta 4 × 100 metrów            | Louisiana State University Jaron Flournoy Renard Howell Tremayne Acy Nethaneel Mitchell-Blake | 38,42       | University of Houston LeShon Collins Mario Burke Jacarias Martin Cameron Burrell | 38,44        | University of Arkansas Kenzo Cotton Jarrion Lawson Josh Washington Kemar Mowatt  | 38,49      |
| Sztafeta 4 × 400 metrów            | Louisiana State University Lamar Bruton Michael Cherry Cyril Grayson Fitzroy Dunkley          | 3:00,69     | University of Florida Adekunle Fassai Arman Hall Hugh Graham Najee Glass         | 3:01,12      | University of Nebraska–Lincoln Levi Gipson Tanner Townsend Sam Bransby Cody Rush | 3:03,39    |
| Skok wzwyż                         | Randall Cunningham                                                                            | 2,25 PB     | Christoff Bryan                                                                  | 2,22         | Trey McRae                                                                       | 2,19       |
| Skok o tyczce                      | Jacob Blankenship                                                                             | 5,60        | Torben Laidig                                                                    | 5,55         | Devin King                                                                       | 5,45       |
| Skok w dal                         | Jarrion Lawson                                                                                | 8,15        | Roelf Pienaar                                                                    | 7,93         | KeAndre Bates                                                                    | 7,82 PB    |
| Trójskok                           | Latario Collie-Minns                                                                          | 16,97       | KeAndre Bates                                                                    | 16,73w       | Matthew O'Neal                                                                   | 16,59      |
| Pchnięcie kulą                     | Filip Mihaljević                                                                              | 20,71 PB    | Chuk Enekwechi                                                                   | 20,37 =PB    | Mostafa Amr Hassan                                                               | 20,19      |
| Rzut dyskiem                       | Nicholas Percy                                                                                | 61,27 PB    | Sam Mattis                                                                       | 60,96        | Marek Bárta                                                                      | 60,96      |
| Rzut młotem                        | Nick Miller                                                                                   | 73,98       | Rudy Winkler                                                                     | 72,84        | Greg Skipper                                                                     | 71,39 PB   |
| Rzut oszczepem                     | Curtis Thompson                                                                               | 77,64       | Joanis Kiriazis                                                                  | 77,25        | John Ampomah                                                                     | 76,44      |
| Dziesięciobój                      | Lindon Victor                                                                                 | 8379 pkt.   | Zach Ziemek                                                                      | 8300 pkt. PB | Maicel Uibo                                                                      | 8294 pkt.  |

### Kobiety
| Konkurencja:                                     | 1. miejsce                                                                                  | Rezultat     | 2. miejsce                                                                                 | Rezultat     | 3. miejsce                                                                                     | Rezultat    |
| Bieg na 100 metrów Wiatr: +2,6 m/s.              | Ariana Washington                                                                           | 10,95w       | Ashley Henderson                                                                           | 10,96w       | Morolake Akinosun                                                                              | 11,07w      |
| Bieg na 200 metrów                               | Ariana Washington                                                                           | 22,21 PB     | Deajah Stevens                                                                             | 22,25 PB     | Gabrielle Thomas                                                                               | 22,47 PB    |
| Bieg na 400 metrów                               | Courtney Okolo                                                                              | 50,36        | Taylor Ellis-Watson                                                                        | 50,86        | Shakima Wimbley                                                                                | 51,43       |
| Bieg na 800 metrów                               | Raevyn Rogers                                                                               | 2:00,75      | Olivia Baker                                                                               | 2:02,65      | Shea Collinsworth                                                                              | 2:02,83 PB  |
| Bieg na 1500 metrów                              | Marta Pen                                                                                   | 4:09,53 PB   | Elise Cranny                                                                               | 4:09,54 PB   | Dana Giordano                                                                                  | 4:11,86 PB  |
| Bieg na 5000 metrów                              | Dominique Scott                                                                             | 15:57,07     | Aurora Dybedokken                                                                          | 16:00,81 PB  | Karissa Schweizer                                                                              | 16:02,82    |
| Bieg na 10 000 metrów                            | Dominique Scott                                                                             | 32:35,69     | Alice Wright                                                                               | 32:46,99     | Hannah Everson                                                                                 | 32:47,25 PB |
| Bieg na 100 metrów przez płotki Wiatr: +3,8 m/s. | Jasmine Camacho-Quinn                                                                       | 12,54w       | Tobi Amusan                                                                                | 12,79w       | Sasha Wallace                                                                                  | 12,81w      |
| Bieg na 400 metrów przez płotki                  | Shamier Little                                                                              | 53,51 PB WL  | Kiah Seymour                                                                               | 54,67 PB     | Sage Watson                                                                                    | 54,85       |
| Bieg na 3000 metrów z przeszkodami               | Courtney Frerichs                                                                           | 9:24,41 PB   | Jessica Kamilos                                                                            | 9:41,28 PB   | Elinor Purrier                                                                                 | 9:47,71     |
| Sztafeta 4 × 100 metrów                          | Louisiana State University Mikiah Brisco Kortnei Johnson Jada Martin Rushell Harvey         | 42,65        | University of Southern California Destinee Brown Deanna Hill Alexis Faulknor Tynia Gaither | 42,90        | University of Oregon Sasha Wallace Deajah Stevens Danielle Barbian Ariana Washington           | 42,91       |
| Sztafeta 4 × 400 metrów                          | University of Texas at Austin Chris-Ann Gordon Morolake Akinosun Zola Golden Courtney Okolo | 3:27,64      | University of Arkansas Brianna Swinton Daina Harper Monisa Dobbins Taylor Ellis-Watson     | 3:27,94      | University of Southern California Aliyah Abrams Erika Rucker Tyler Brockington Precious Holmes | 3:29,03     |
| Skok wzwyż                                       | Kimberly Williamson                                                                         | 1,88         | Madeline Fagan                                                                             | 1,85         | Kaitlin Whitehorn Claudia García                                                               | 1,82        |
| Skok o tyczce                                    | Lexi Weeks                                                                                  | 4,50         | Alysha Newman Morgann LeLeux                                                               | 4,30         |                                                                                                |             |
| Skok w dal                                       | Chanice Porter                                                                              | 6,67 PB      | Quanesha Burks                                                                             | 6,52         | Taliyah Brooks                                                                                 | 6,35        |
| Trójskok                                         | Keturah Orji                                                                                | 14,53 NR     | Simone Charley                                                                             | 13,77 PB     | Yanis David                                                                                    | 13,64w      |
| Pchnięcie kulą                                   | Raven Saunders                                                                              | 19,33 PB     | Chase Ealey                                                                                | 17,99 PB     | Jessica Woodard                                                                                | 17,88 PB    |
| Rzut dyskiem                                     | Kelsey Card                                                                                 | 63,52 PB     | Kellion Knibb                                                                              | 61,44 NR     | Valarie Allman                                                                                 | 61,42 PB    |
| Rzut młotem                                      | DeAnna Price                                                                                | 71,53        | Sara Savatović                                                                             | 65,61        | Marthaline Cooper                                                                              | 65,21 PB    |
| Rzut oszczepem                                   | Maggie Malone                                                                               | 62,19 PB     | Hannah Carson                                                                              | 17,99 PB     | Audrey Malone                                                                                  | 57,06 PB    |
| Siedmiobój                                       | Kendell Williams                                                                            | 6225 pkt. PB | Erica Bougard                                                                              | 6088 pkt. PB | Akela Jones                                                                                    | 6063 pkt.   |

## Rekordy
Podczas zawodów ustanowiono 4 krajowe rekordy w kategorii seniorów:
| Zawodnik       | Reprezentacja     | Konkurencja                     | Rezultat |
| -------------- | ----------------- | ------------------------------- | -------- |
| Rai Benjamin   | Antigua i Barbuda | bieg na 400 metrów przez płotki | 49,82    |
| Pedrya Seymour | Bahamy            | bieg na 100 metrów przez płotki | 12,86    |
| Keturah Orji   | Stany Zjednoczone | trójskok                        | 14,53    |
| Kellion Knibb  | Jamajka           | rzut dyskiem                    | 61,44    |